# Tô pô giới hạn dưới
Trong toán học, tô pô giới hạn dưới hay tô pô khoảng nửa mở phải là tô pô được định nghĩa trên tập {\displaystyle \mathbb {R} } của các số thực; nó khác với tô pô tiêu chuẩn trên {\displaystyle \mathbb {R} } (sinh bởi các khoảng mở) và có nhiều tính chất đặc biệt.Nó là tô pô được sinh bởi cơ sở của tất cả khoảng nửa mở [a,b), trong đó a và b là hai số thực.
Không gian tô pô thu về được được gọi là đường Sorgenfrey theo nhà toán học Robert Sorgenfrey hay mũi tên và đôi khi được ký hiệu là {\displaystyle \mathbb {R} _{l}}. Giống tập Cantor và đường dài, đường Sorgenfrey thường được dùng làm ví dụ phản chứng cho nhiều giả thuyết trong tô pô nói chung.  
tích của {\displaystyle \mathbb {R} _{l}} với chính nó cũng được làm ví dụ phản chứng, được gọi là mặt phẳng Sorgenfrey.
Tương tự, ta có thể định nghĩa tô pô giới hạn trên, hay tô pô khoảng nửa mở trái.

## Các tính chất
- Với bất kỳ số thực {\displaystyle a} và {\displaystyle b}, khoảng {\displaystyle [a,b)} vừa đóng vừa mở trong {\displaystyle \mathbb {R} _{l}} (nghĩa là nó vừa là tập đóng, vừa là tập mở). Hơn nữa, với mọi số thực {\displaystyle a}, các tập hợp {\displaystyle \{x\in \mathbb {R} :x<a\}} và {\displaystyle \{x\in \mathbb {R} :x\geq a\}} cũng vừa đóng vừa mở. Điều này cho thấy đường Sorgenfrey hoàn toàn không liên thông.
- Bất kỳ tập con compact của {\displaystyle \mathbb {R} _{l}} cùng lắm là tập đếm được. Để chứng minh điều này, xét tập con compact không rỗng {\displaystyle C\subseteq \mathbb {R} _{l}}.  Cố định {\displaystyle x\in C}, xét phủ mở sau của {\displaystyle C}:

{\displaystyle {\bigl \{}[x,+\infty ){\bigr \}}\cup {\Bigl \{}{\bigl (}-\infty ,x-{\tfrac {1}{n}}{\bigr )}\,{\Big |}\,n\in \mathbb {N} {\Bigr \}}.}
Bởi {\displaystyle C} compact, nên phủ này có phủ con hữu hạn, và do đó tồn tại số thực {\displaystyle a(x)} sao cho khoảng {\displaystyle (a(x),x]} không chứa điểm nào của {\displaystyle C} ngoại trừ {\displaystyle x}. Điều này đúng với mọi {\displaystyle x\in C}. Sau đó chọn ra một số hữu tỷ {\displaystyle q(x)\in (a(x),x]\cap \mathbb {Q} }. Bởi các khoảng {\displaystyle (a(x),x]}, được tham số hóa bởi {\displaystyle x\in C}, không giao nhau từng cặp, và hàm {\displaystyle q:C\to \mathbb {Q} } nội xạ nên {\displaystyle C} cùng lắm đếm được.
- Thuật ngữ "tô pô giới hạn dưới" đến từ nội dung sau: một dãy (hay mạng lưới) {\displaystyle (x_{\alpha })} thuộc {\displaystyle \mathbb {R} _{l}} hội tụ đến giới hạn {\displaystyle L} khi và chỉ khi chúng "tiến đến {\displaystyle L} từ bên phải", nghĩa là với mọi {\displaystyle \epsilon >0} tồn tại chỉ số {\displaystyle \alpha _{0}} sao cho {\displaystyle \forall \alpha \geq \alpha _{0}:L\leq x_{\alpha }<L+\epsilon }. Do đó, đường Sorgenfrey có thể dùng để các nghiên cứu các giới hạn phải: nếu {\displaystyle f:\mathbb {R} \to \mathbb {R} } là hàm số, thì giới hạn phải thường của {\displaystyle f} tại {\displaystyle x} (khi đối miền chứa tô pô tiêu chuẩn) bằng với giới hạn của {\displaystyle f} tại {\displaystyle x} khi miền đi cùng tô pô giới hạn dưới và đối miền chứa tô pô tiêu chuẩn.
- Theo tiên đề tách, {\displaystyle \mathbb {R} _{l}} là không gian Hausdorff chuẩn tắc hoàn hảo.
- Theo tiên đề đếm được, {\displaystyle \mathbb {R} _{l}} là không gian đếm được bậc nhất và là không gian khả ly, nhưng không đếm được bậc hai.
- Theo tính chất compact, {\displaystyle \mathbb {R} _{l}} là không gian Lindelöf và paracompact, nhưng không phải không gian σ-compact hay compact địa phương.
- {\displaystyle \mathbb {R} _{l}} không mêtric hóa được, bởi không gian mêtric khả ly thì đếm được bậc hai. Tuy nhiên, tô pô của đường Sorgenfrey được sinh bởi tựa mêtric.
- {\displaystyle \mathbb {R} _{l}} là không gian Baire.
- {\displaystyle \mathbb {R} _{l}} không có bất cứ compact hóa liên thông nào.[1]